# Jackson Martínez
Jackson Arley Martínez Valencia (Quibdó, 3 ottobre 1986) è un ex calciatore e cantante colombiano, di ruolo attaccante.

## Biografia
Da ragazzino Jackson Martínez voleva diventare un cestista. È un uomo molto religioso, infatti ha creato una fondazione per aiutare i bambini colombiani in difficoltà e nel 2020 ha pubblicato un singolo musicale intitolato “Esperan en ti” sempre in tema religioso. È sposato con la psicologa Tatiana Caicedo e ha un figlio, Josué.

## Caratteristiche tecniche
Prima punta forte fisicamente, in grado di sostenere l'intero peso offensivo della squadra, possedeva un'ottima progressione palla al piede. Destro naturale, ma in grado di calciare con entrambi i piedi, nel novero delle sue apprezzabili qualità tecniche rientravano un ottimo fiuto del gol e grandi qualità nel gioco aereo.
È soprannominato Cha cha cha (come il padre Orlando, calciatore non professionista), a sottolinearne la grande mobilità sul fronte offensivo, che non offre alcun riferimento ai difensori avversari.

## Carriera

### Club

#### Independiente Medellín e Jaguares
Cresce nel settore giovanile dell'Independiente Medellín, con cui debutta in prima squadra all'età di 18 anni sotto la guida dell'allenatore Pedro Sarmiento. Dopo i primi anni passati in ombra, nel 2008 esplode calcisticamente in patria, realizzando 10 reti in 23 presenze. Nonostante un infortunio nel 2009, l'attaccante colombiano torna presto in campo e contribuisce alla vittoria del campionato nazionale.
Nel 2009 firma un contratto con i sudcoreani dell'Ulsan Hyundai, ma l'affare non si concretizza e il giocatore si trasferisce in Messico, al Jaguares. Vince una coppa Mesoamericana e conclude la sua esperienza messicana con 28 reti in 58 gare di campionato.

#### Porto

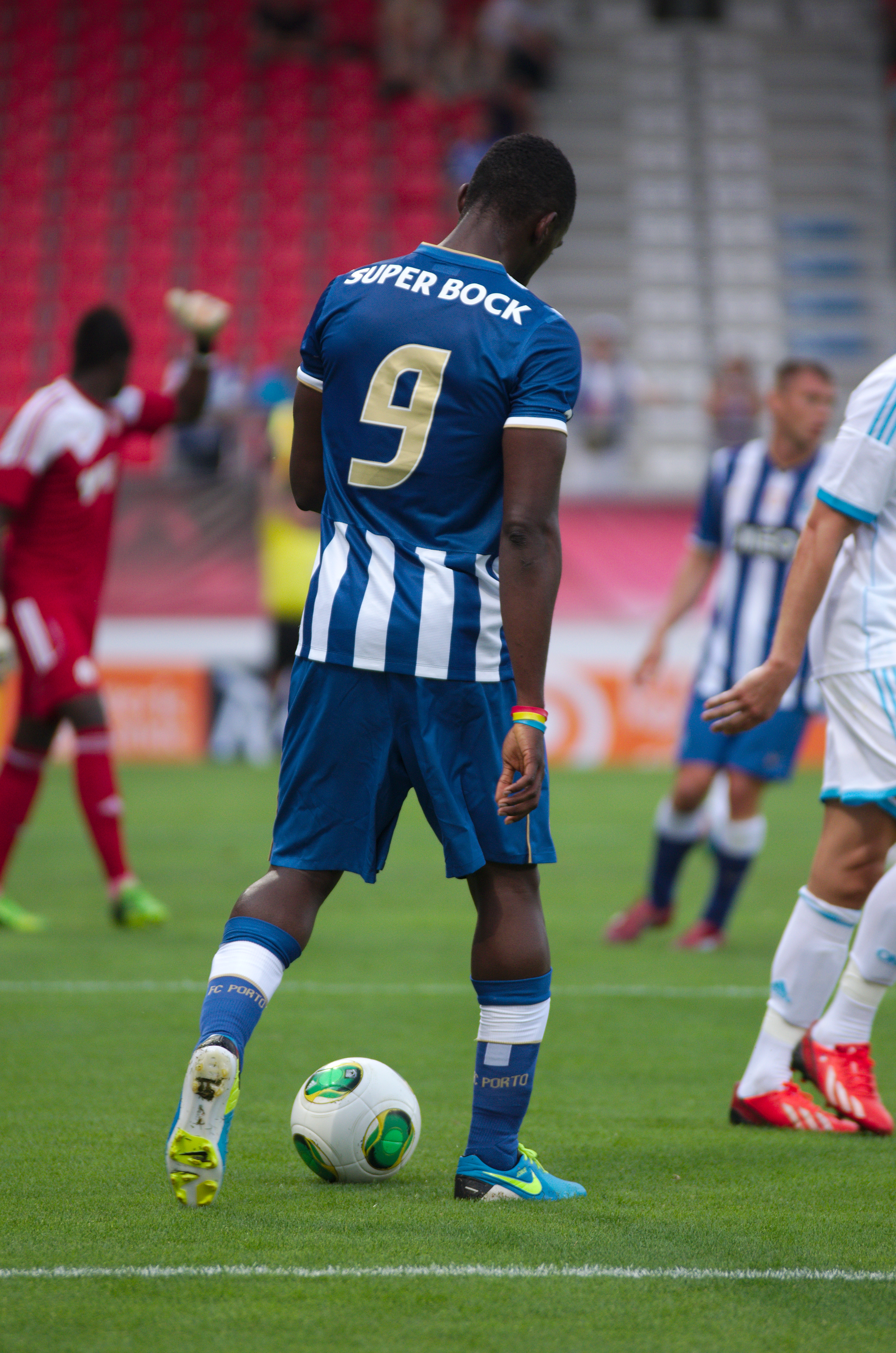
Jackson Martinez con la maglia del Porto nel 2013.

Nel luglio 2012, viene acquistato dal Porto per 8,8 milioni di euro. Il giocatore viene chiamato a raccogliere la pesante eredità di Hulk, trasferitosi allo Zenit San Pietroburgo.
L'11 agosto fa il suo esordio con la squadra portoghese nella Supertaça Cândido de Oliveira 2012 contro l'Academica, segnando al 90º la rete del definitivo 1-0 e conquistando così il primo trofeo in Portogallo. Realizza il suo secondo gol su calcio di rigore nella seconda giornata del Primeira Liga, fissando il definitivo 4-0 contro il Vitória. Il 2 novembre ha messo a segno la sua prima doppietta con la maglia del Porto nella vittoria per 5-0 contro il Marítimo. A novembre è già a quota 11 gol in 12 presenze tra campionato e coppe, eclissando così il record appartenuto ai precedenti attaccanti del Porto, Radamel Falcao, Lisandro López e Hulk. L'8 dicembre è un suo gol a regalare la vittoria al Porto contro il Moreirense. Il 24 novembre realizza una doppietta nella terza giornata della fase a gironi di UEFA Champions League contro il Dinamo Kiev. Si tratta dei suoi primi gol in Europa. Il 4 dicembre ha realizzato il suo terzo gol nella massima competizione europea per club, il momentaneo 1-1 nella sconfitta per 2-1 contro il Paris Saint-Germain. Il 2 febbraio ha realizzato la sua prima tripletta con la maglia del Porto nella gara di campionato vinta per 0-4 contro il Vitória. In Taça da Liga ha realizzato un solo gol nella fase a gironi, perdendo poi la finale per 1-0 contro lo Sporting Braga. Ha concluso la sua prima stagione con il Porto con la vittoria del campionato e della classifica marcatori (26 reti in campionato e 31 in totale con le coppe), rilevandosi uno dei migliori acquisti della stagione calcistica 2012-2013.

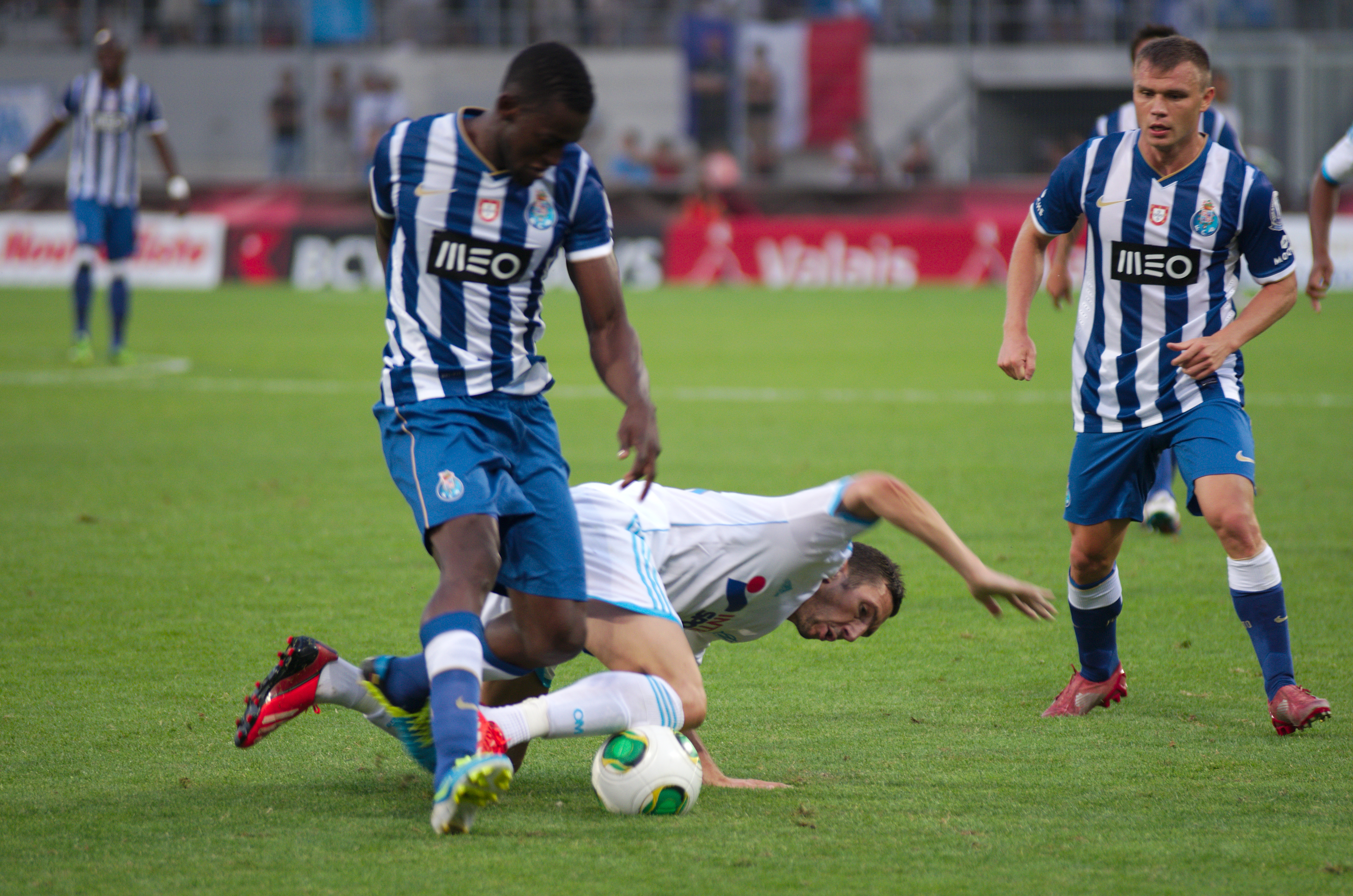
Jackson Martinez in azione con la maglia del Porto nel luglio 2013.

All'inizio della stagione 2013-2014 ha vinto subito la Supertaça Cândido de Oliveira 2013, realizzando anche il secondo dei tre gol messi a segno contro il Vitória Guimarães. La stagione si è rivelata molto prolifica per l'attaccante colombiano che ha riconquistato il titolo di capocannoniere con le sue 20 reti in campionato che però non bastano al Porto per riconfermare il titolo di campione di Portogallo. Meno brillante è il percorso della squadra a livello europeo. In UEFA Champions League la squadra viene eliminata nella fase a gironi e accede in Europa League. Nelle due competizioni, Martínez va a segno in Champions contro Atlético Madrid e Austria Wien, mentre in Europa League risulta decisivo nel quarto di finale di andata contro il Napoli, gara vinta dal Porto per 1-0 grazie ad un suo gol. Conclude la stagione con 31 reti (1 in Supertaça Cândido de Oliveira, 3 in Taça da Liga, 2 in Taça de Portugal, 2 in UEFA Champions League e 1 in Europa League) e il 2 agosto 2014 rinnova il suo contratto con il club portoghese fino al 2017.
La stagione 2014-2015 inizia per l'attaccante colombiano con un gol al Marítimo alla prima giornata di campionato, il 15 agosto 2014. Sedici giorni più tardi realizza un gol nel preliminare di ritorno di Champions League vinto per 2-0 contro il Lilla. Con questa vittoria il Porto accede alla fase a gironi, vincendo poi il suo raggruppamento con 14 punti. Martínez va a segno nella vittoria per 6-0 contro il BATĖ Borisov, nel pareggio per 2-2 contro lo Šachtar (decisiva una sua doppietta negli ultimi minuti della ripresa) e ancora una volta contro il Borisov nella vittoria per 0-3. Nei quarti di finale contro il Bayern Monaco il 15 aprile 2015 è autore del gol del definitivo 3-1 per il Porto. Sedici giorni dopo, nella gara di ritorno, è autore dell'unico gol della sua squadra, sconfitta pesantemente dal Bayern per 6-1. Chiude l'annata 2014-2015 con 21 gol in campionato (riconquistando il titolo di capocannoniere per la terza volta) e 32 tra Champions e coppe.

#### Atlético Madrid
Il 26 giugno 2015, dopo l'eliminazione della Colombia dalla Coppa America, il giocatore colombiano si trasferisce all'Atlético Madrid per 35 milioni di euro ma, deludendo le aspettative, lascia la squadra dopo solo mezza stagione.

#### Guangzhou Evergrande e Portimonense
Il 3 febbraio 2016 viene ceduto ai cinesi del Guangzhou per 42 milioni di euro, firmando un contratto da 12,5 milioni di euro l'anno fino al 31 dicembre 2019. Il 31 agosto 2018 viene girato in prestito alla Portimonense per una stagione. Nel luglio 2019 viene riscattato, firmando un nuovo contratto con la società portoghese. Il 7 dicembre 2020 annuncia il suo ritiro dal calcio giocato.

#### Ritorno all'Independiente Medellin
Il 26 gennaio 2023 torna a giocare a calcio per la squadra dell'Independiente Medellín. Il giocatore aveva già iniziato ad allenarsi per il club dal 20 gennaio, decidendo ad un tratto di ritornarci. Tuttavia, nonostante l'idoneità data dallo staff medico della squadra, non è stato possibile trovare un accordo finanziario per poter accontentare giocatore e società.

### Nazionale
Il 5 settembre 2009, fa il suo debutto con la nazionale colombiana andando a segno contro l'Ecuador in un match valido per le qualificazioni al mondiale 2010. Viene convocato per la Copa América dove gioca unicamente da subentrante i quarti di finale contro il Perù. Nel Mondiale 2014 esordisce contro la Grecia nella partita d'esordio e realizza una doppietta al Giappone nella terza giornata del girone.

## Vita personale
Martínez è di religione cristiana. Nel settembre 2018, ha pubblicato un album hip hop cristiano di sette tracce intitolato No Temeré ("Non avrò paura"). Nell'ottobre del 2020 pubblica un nuovo singolo, Escucha.

## Statistiche

### Presenze e reti nei club
| Stagione                    | Squadra                     | Campionato                  | Campionato | Campionato | Coppe nazionali | Coppe nazionali | Coppe nazionali | Coppe continentali | Coppe continentali | Coppe continentali | altre coppe | altre coppe | altre coppe | Totale | Totale |
| Stagione                    | Squadra                     | Comp                        | Pres       | Reti       | Comp            | Pres            | Reti            | Comp               | Pres               | Reti               | Comp        | Pres        | Reti        | Pres   | Reti   |
| --------------------------- | --------------------------- | --------------------------- | ---------- | ---------- | --------------- | --------------- | --------------- | ------------------ | ------------------ | ------------------ | ----------- | ----------- | ----------- | ------ | ------ |
| 2005-2006                   | Independiente Medellín      | PD                          | 11         | 4          | -               | -               | -               | CL                 | 1                  | 0                  | -           | -           | -           | 12     | 4      |
| 2006-2007                   | Independiente Medellín      | PD                          | 46         | 8          | -               | -               | -               | CS                 | 1                  | 0                  | -           | -           | -           | 47     | 8      |
| 2007-2008                   | Independiente Medellín      | PD                          | 40         | 11         | -               | -               | -               | -                  | -                  | -                  | -           | -           | -           | 40     | 11     |
| 2008-2009                   | Independiente Medellín      | PD                          | 15         | 14         | CC              | 2               | 2               | CL                 | 5                  | 3                  | -           | -           | -           | 22     | 19     |
| 2009-gen. 2010              | Independiente Medellín      | PD                          | 24         | 18         | -               | -               | -               | -                  | -                  | -                  | -           | -           | -           | 24     | 18     |
| Totale Ind. Medellín        | Totale Ind. Medellín        | Totale Ind. Medellín        | 136        | 55         |                 | 2               | 2               |                    | 5                  | 3                  |             | -           | -           | 143    | 60     |
| gen.-giu. 2010              | Jaguares                    | PD                          | 13         | 9          | -               | -               | -               | -                  | -                  | -                  | -           | -           | -           | 13     | 9      |
| 2010-2011                   | Jaguares                    | PD                          | 14         | 4          | CM              | 2               | 0               | CL                 | 5                  | 3                  | -           | -           | -           | 21     | 7      |
| 2011-2012                   | Jaguares                    | PD                          | 31         | 15         | CM              | 4               | 4               | -                  | -                  | -                  | -           | -           | -           | 35     | 19     |
| Totale Jaguares             | Totale Jaguares             | Totale Jaguares             | 58         | 28         |                 | 6               | 4               |                    | 5                  | 3                  |             | -           | -           | 69     | 35     |
| 2012-2013                   | Porto                       | PL                          | 30         | 26         | CP+CdL          | 0+4             | 0+1             | UCL                | 8                  | 3                  | SP          | 1           | 1           | 43     | 31     |
| 2013-2014                   | Porto                       | PL                          | 30         | 20         | CP+CdL          | 5+4             | 2+3             | UCL+UEL            | 6+5                | 2+1                | SP          | 1           | 1           | 51     | 29     |
| 2014-2015                   | Porto                       | PL                          | 30         | 21         | CP+CdL          | 1+1             | 1+2             | UCL                | 8                  | 7                  | -           | -           | -           | 42     | 32     |
| Totale Porto                | Totale Porto                | Totale Porto                | 90         | 67         |                 | 15              | 9               |                    | 29                 | 14                 |             | 2           | 2           | 136    | 92     |
| 2015-gen. 2016              | Atlético Madrid             | PD                          | 15         | 2          | CR              | 3               | 0               | UCL                | 4                  | 1                  | -           | -           | -           | 22     | 3      |
| 2016                        | Guangzhou E.                | SL                          | 10         | 4          | CC              | 1               | 0               | ACL                | 4                  | 0                  | SUC         | 1           | 0           | 16     | 4      |
| 2017                        | Guangzhou E.                | SL                          | -          | -          | CC              | -               | -               | ACL                | -                  | -                  | SUC         | -           | -           | -      | -      |
| 2018                        | Guangzhou E.                | SL                          | -          | -          | CC              | -               | -               | ACL                | -                  | -                  | SUC         | -           | -           | -      | -      |
| Totale Guangzhou Evergrande | Totale Guangzhou Evergrande | Totale Guangzhou Evergrande | 10         | 4          |                 | 1               | 0               |                    | 4                  | 0                  |             | 1           | 0           | 16     | 4      |
| set. 2018-2019              | Portimonense                | PL                          | 27         | 9          | CP+CdL          | 1+0             | 0               | -                  | -                  | -                  | -           | -           | -           | 28     | 9      |
| 2019-2020                   | Portimonense                | PL                          | 24         | 1          | CP+CdL          | 1+1             | 1+1             | -                  | -                  | -                  | -           | -           | -           | 26     | 3      |
| Totale Portimonense         | Totale Portimonense         | Totale Portimonense         | 51         | 10         |                 | 3               | 2               |                    | -                  | -                  |             | -           | -           | 54     | 12     |
| Totale Carriera             | Totale Carriera             | Totale Carriera             | 336        | 165        |                 | 28              | 15              |                    | 47                 | 21                 |             | 3           | 2           | 414    | 203    |

### Cronologia presenze e reti in nazionale
| Cronologia completa delle presenze e delle reti in nazionale ― Colombia | Cronologia completa delle presenze e delle reti in nazionale ― Colombia | Cronologia completa delle presenze e delle reti in nazionale ― Colombia | Cronologia completa delle presenze e delle reti in nazionale ― Colombia | Cronologia completa delle presenze e delle reti in nazionale ― Colombia | Cronologia completa delle presenze e delle reti in nazionale ― Colombia | Cronologia completa delle presenze e delle reti in nazionale ― Colombia | Cronologia completa delle presenze e delle reti in nazionale ― Colombia |
| Data                                                                    | Città                                                                   | In casa                                                                 | Risultato                                                               | Ospiti                                                                  | Competizione                                                            | Reti                                                                    | Note                                                                    |
| ----------------------------------------------------------------------- | ----------------------------------------------------------------------- | ----------------------------------------------------------------------- | ----------------------------------------------------------------------- | ----------------------------------------------------------------------- | ----------------------------------------------------------------------- | ----------------------------------------------------------------------- | ----------------------------------------------------------------------- |
| 5-9-2009                                                                | Medellín                                                                | Colombia                                                                | 2 – 0                                                                   | Ecuador                                                                 | Qual. Mondiali 2010                                                     | 1                                                                       | 65’                                                                     |
| 9-9-2009                                                                | Montevideo                                                              | Uruguay                                                                 | 3 – 1                                                                   | Colombia                                                                | Qual. Mondiali 2010                                                     | 1                                                                       | 60’                                                                     |
| 30-9-2009                                                               | Dallas                                                                  | Messico                                                                 | 1 – 2                                                                   | Colombia                                                                | Amichevole                                                              | -                                                                       | 63’                                                                     |
| 10-10-2009                                                              | Medellín                                                                | Colombia                                                                | 2 – 4                                                                   | Cile                                                                    | Qual. Mondiali 2010                                                     | -                                                                       |                                                                         |
| 14-10-2009                                                              | Asunción                                                                | Paraguay                                                                | 0 – 2                                                                   | Colombia                                                                | Qual. Mondiali 2010                                                     | -                                                                       | 77’                                                                     |
| 27-5-2010                                                               | Johannesburg                                                            | Sudafrica                                                               | 2 – 1                                                                   | Colombia                                                                | Amichevole                                                              | -                                                                       | 89’                                                                     |
| 30-5-2010                                                               | Milton Keynes                                                           | Nigeria                                                                 | 1 – 1                                                                   | Colombia                                                                | Amichevole                                                              | -                                                                       | 83’                                                                     |
| 17-11-2010                                                              | Bogotà                                                                  | Colombia                                                                | 1 – 1                                                                   | Perù                                                                    | Amichevole                                                              | -                                                                       | 46’                                                                     |
| 16-7-2011                                                               | Córdoba                                                                 | Colombia                                                                | 0 – 2 dts                                                               | Perù                                                                    | Coppa America 2011 - Quarti di finale                                   | -                                                                       | 113’                                                                    |
| 3-9-2011                                                                | New Jersey                                                              | Honduras                                                                | 0 – 2                                                                   | Colombia                                                                | Amichevole                                                              | -                                                                       | 60’                                                                     |
| 6-9-2011                                                                | Fort Lauderdale                                                         | Giamaica                                                                | 0 – 2                                                                   | Colombia                                                                | Amichevole                                                              | 1                                                                       | 75’                                                                     |
| 11-11-2011                                                              | Barranquilla                                                            | Colombia                                                                | 1 – 1                                                                   | Venezuela                                                               | Qual. Mondiali 2014                                                     | -                                                                       |                                                                         |
| 15-11-2011                                                              | Barranquilla                                                            | Colombia                                                                | 1 – 2                                                                   | Argentina                                                               | Qual. Mondiali 2014                                                     | -                                                                       | 75’                                                                     |
| 29-2-2012                                                               | Miami Gardens                                                           | Messico                                                                 | 0 – 2                                                                   | Colombia                                                                | Amichevole                                                              | -                                                                       | 87’                                                                     |
| 3-6-2012                                                                | Lima                                                                    | Perù                                                                    | 0 – 1                                                                   | Colombia                                                                | Qual. Mondiali 2014                                                     | -                                                                       | 90+1’                                                                   |
| 16-10-2012                                                              | Barranquilla                                                            | Colombia                                                                | 3 – 0                                                                   | Camerun                                                                 | Amichevole                                                              | 1                                                                       |                                                                         |
| 14-11-2012                                                              | East Rutherford                                                         | Brasile                                                                 | 1 – 1                                                                   | Colombia                                                                | Amichevole                                                              | -                                                                       | 80’                                                                     |
| 6-2-2013                                                                | Miami Gardens                                                           | Guatemala                                                               | 1 – 4                                                                   | Colombia                                                                | Amichevole                                                              | 2                                                                       | 46’                                                                     |
| 7-6-2013                                                                | Buenos Aires                                                            | Argentina                                                               | 0 – 0                                                                   | Colombia                                                                | Qual. Mondiali 2014                                                     | -                                                                       | 46’                                                                     |
| 14-8-2013                                                               | Barcellona                                                              | Colombia                                                                | 1 – 0                                                                   | Serbia                                                                  | Amichevole                                                              | -                                                                       |                                                                         |
| 6-9-2013                                                                | Barranquilla                                                            | Colombia                                                                | 1 – 0                                                                   | Ecuador                                                                 | Qual. Mondiali 2014                                                     | -                                                                       | 81’                                                                     |
| 10-9-2013                                                               | Montevideo                                                              | Uruguay                                                                 | 2 – 0                                                                   | Colombia                                                                | Qual. Mondiali 2014                                                     | -                                                                       | 86’                                                                     |
| 15-10-2013                                                              | Asunción                                                                | Paraguay                                                                | 1 – 2                                                                   | Colombia                                                                | Qual. Mondiali 2014                                                     | -                                                                       |                                                                         |
| 14-11-2013                                                              | Bruxelles                                                               | Belgio                                                                  | 0 – 2                                                                   | Colombia                                                                | Amichevole                                                              | -                                                                       | 71’                                                                     |
| 19-11-2013                                                              | Amsterdam                                                               | Paesi Bassi                                                             | 0 – 0                                                                   | Colombia                                                                | Amichevole                                                              | -                                                                       | 81’                                                                     |
| 31-5-2014                                                               | Buenos Aires                                                            | Colombia                                                                | 2 – 2                                                                   | Senegal                                                                 | Amichevole                                                              | -                                                                       | 66’                                                                     |
| 14-6-2014                                                               | Belo Horizonte                                                          | Colombia                                                                | 3 – 0                                                                   | Grecia                                                                  | Mondiali 2014 - 1º turno                                                | -                                                                       | 76’                                                                     |
| 24-6-2014                                                               | Cuiabá                                                                  | Giappone                                                                | 1 – 4                                                                   | Colombia                                                                | Mondiali 2014 - 1º turno                                                | 2                                                                       |                                                                         |
| 28-6-2014                                                               | Rio de Janeiro                                                          | Colombia                                                                | 2 – 0                                                                   | Uruguay                                                                 | Mondiali 2014 - Ottavi di Finale                                        | -                                                                       |                                                                         |
| 5-9-2014                                                                | Miami Gardens                                                           | Brasile                                                                 | 1 – 0                                                                   | Colombia                                                                | Amichevole                                                              | -                                                                       | 65’                                                                     |
| 10-10-2014                                                              | New Jersey                                                              | Colombia                                                                | 3 – 0                                                                   | El Salvador                                                             | Amichevole                                                              | -                                                                       | 62’                                                                     |
| 14-10-2014                                                              | New Jersey                                                              | Canada                                                                  | 0 – 1                                                                   | Colombia                                                                | Amichevole                                                              | -                                                                       | 67’                                                                     |
| 14-11-2014                                                              | Londra                                                                  | Stati Uniti                                                             | 1 – 2                                                                   | Colombia                                                                | Amichevole                                                              | -                                                                       | 89’                                                                     |
| 18-11-2014                                                              | Lubiana                                                                 | Slovenia                                                                | 0 – 1                                                                   | Colombia                                                                | Amichevole                                                              | -                                                                       | 65’                                                                     |
| 6-6-2015                                                                | Buenos Aires                                                            | Colombia                                                                | 1 – 0                                                                   | Costa Rica                                                              | Amichevole                                                              | -                                                                       | 63’                                                                     |
| 14-6-2015                                                               | Rancagua                                                                | Colombia                                                                | 0 – 1                                                                   | Venezuela                                                               | Coppa America 2015 - 1º turno                                           | -                                                                       | 82’                                                                     |
| 21-6-2015                                                               | Temuco                                                                  | Colombia                                                                | 0 – 0                                                                   | Perù                                                                    | Coppa America 2015 - 1º turno                                           | -                                                                       | 64’                                                                     |
| 26-6-2015                                                               | Viña del Mar                                                            | Argentina                                                               | 0 – 0 (5 – 4 dtr)                                                       | Colombia                                                                | Coppa America 2015 - Quarti di finale                                   | -                                                                       | 74’                                                                     |
| 8-9-2015                                                                | Harrison                                                                | Colombia                                                                | 1 – 1                                                                   | Perù                                                                    | Amichevole                                                              | -                                                                       | 59’                                                                     |
| 12-11-2015                                                              | Santiago del Cile                                                       | Cile                                                                    | 1 – 1                                                                   | Colombia                                                                | Qual. Mondiali 2018                                                     | -                                                                       | 85’                                                                     |
| Totale                                                                  |                                                                         | Presenze                                                                | 40                                                                      |                                                                         | Reti (12º posto)                                                        | 8                                                                       |                                                                         |

## Palmarès

### Club
- Campionato colombiano: 1

Independiente Medellín: 2009
- Campionato portoghese: 1

Porto: 2012-2013
- Supercoppa di Portogallo: 2

Porto: 2012, 2013
- Supercoppa di Cina: 2

Guangzhou Evergrande: 2016, 2017
- Campionato cinese: 2

Guangzhou Evergrande: 2016, 2017
- Coppa della Cina: 1

Guangzhou Evergrande: 2016

### Individuale
- Capocannoniere della Campionato colombiano: 1

2010 (18 gol)
- Capocannoniere della Primeira Liga: 3

2012-2013 (26 gol), 2013-2014 (20 gol), 2014-2015 (21 gol)
- Miglior giocatore della Supercoppa di Portogallo: 1

2012